# روساس (کائوکا)
روساس (انگلیسی: Rosas, Cauca) نام شهری در کشور کلمبیا است.